# Ferrostrunzita
|  | No s'ha de confondre amb la ferristrunzita. |

La ferrostrunzita és un mineral de la classe dels fosfats que pertany al grup de la strunzita.

## Característiques
La ferrostrunzita és un fosfat de fórmula química Fe²⁺Fe³⁺₂(PO₄)₂(OH)₂(H₂O)₆. Va ser aprovada com a espècie vàlida per l'Associació Mineralògica Internacional l'any 1983, sent publicada per primera vegada el mateix any. Cristal·litza en el sistema triclínic. La seva duresa a l'escala de Mohs és 4.
L'exemplar que va servir per a determinar l'espècie, el que es coneix com a material tipus, es troba conservat al Museu Nacional d'Història Natural, l'Smithsonian, situat a Washington DC (Estats Units), amb el número de registre: 149594.

## Formació i jaciments
Va ser descoberta al Raccoon Creek del mont Mullica, una muntanya situada a la població de Harrison, dins el comtat de Gloucester (Nova Jersey, Estats Units). També ha estat descrita en altres indrets dels Estats Units, així com a Anglaterra, Suècia, Polònia, Bèlgica, França, Alemanya, Itàlia i Nova Zelanda.